# Dans l'œil du dragon
Dragon's Den, ou "Dans l'œil du dragon en français, est une émission québécoise de téléréalité inspirée de la franchise et dans laquelle des entrepreneurs viennent présenter de nouvelles idées et inventions à un groupe de cinq multimillionnaires, les « dragons », surnom qu'on leur a donné pour avoir investi dans du capital à risque.
 (mars 2019).
Dans l'œil du dragon est une émission québécoise de téléréalité basée sur la franchise internationale Dragon's Den dans laquelle des entrepreneurs viennent présenter de nouvelles idées et inventions à cinq multimillionnaires, les « dragons », surnom donné à ces investisseurs dans du capital à risque.  
Les candidats doivent convaincre au moins un des « dragons » d’investir dans leur projet une somme précise. Si aucun dragon n’est prêt à investir, l’entrepreneur échoue. L'émission a débuté le lundi 16 avril 2012 sur la ICI Radio-Canada Télé, et est animée par Paul Houde (en voix hors champ). 

## Dragons
- Danièle Henkel : Présidente fondatrice des Entreprises Danièle Henkel, Henkel est détentrice des droits de distribution des Équipements LPG (appareils de traitements médico-esthétiques). Elle est également l'instigatrice de la mise sur pied du seul laboratoire scientifique d'intolérance alimentaire au Canada.
- Dany Vachon : Cofondateur de Impera Advisory Inc, PVG Partners LLC et de la Fusion Immunovative/NVNC. Après ses succès dans les domaines de la musique et des télécommunications, Vachon a maintenant pour activité principale celle d'associé directeur et cofondateur d'Impera Advisory Inc (une firme de consultation établie à Montréal qui aide le développement stratégique des PME et des entreprises à forte croissance), de PVG Partners LLC et de la Fusion Immunovative/NVNC. M. Vachon est également actionnaire d'Impera Patrimoine France (une société de courtage établie à Paris) et d'Azur Capital Management (une société de gestion de fonds d'investissement). Il est aussi actif dans le domaine du divertissement, du commerce, de l'immobilier et des sports avec des compagnies spécialisées dans chacun de ces secteurs, telles qu'Oriana Technologies, Trade21, les franchises Optik Hockey, etc. Récemment, Vachon est devenu président de New Face Distribution Inc, dans le soutien de la distribution de produits et services en Amérique du Nord pour les petites et moyennes entreprises.
- François Lambert : Cofondateur d'Aheeva et d'Atelka, d'abord consultant en télécommunication, Lambert est cofondateur d'Aheeva, entreprise spécialisée en logiciels pour centres d'appels. Cofondateur également des centres d'appels Atelka, il suit avec attention les avancées technologiques[non neutre]. Ancien diplômé en finance et économie de l'Université du Québec à Hull, il appuie des projets d'entreprises naissantes et des investissements immobiliers.
- Gaétan Frigon : Président exécutif de Publipage Inc., une agence de marketing intégrée fondée en 1996. De ses bureaux de Montréal et de Toronto, Publipage gère 230 clients qui se fractionnent en 4 500 contacts individuels au Canada et aux États-Unis. Aussi bien connu pour son rôle au sein de la SAQ et de Loto-Québec. Continuant sur sa lancée d'entrepreneuriat, Gaétan Frigon a lancé au début de 2005 une nouvelle entreprise, Golfotron Inc., dont il est le président et chef de la direction.
- Normand Legault : Administrateur de sociétés. Actif au sein de plusieurs C.A. de diverses sociétés montréalaises, Legault est également président de Montréal international, qui a comme mandat de contribuer au développement économique de l'agglomération montréalaise et d'accroître son rayonnement international[passage promotionnel], et de GPF1, une société œuvrant dans le domaine des sports motorisés. Sous sa direction, le Grand Prix du Canada devint le plus grand événement sportif annuel au Canada[passage promotionnel]. Grand ambassadeur de l'Université de Sherbrooke, Legault a également étudié à HEC, ainsi qu'à Harvard, et ses conseils ont été utiles au Fonds jeunesse Québec, à la Fondation de l'institut de cardiologie de Montréal ainsi qu'à de nombreuses autres organisations.
- Serge Beauchemin
- Alexandre Taillefer
- Mitch Garber
- Martin-Luc Archambault : en date du 5 octobre 2018[1], alors visé par une poursuite de plusieurs millions de dollars à la Cour Supérieure du Québec pour appropriation et détournement de fonds[2] et suivant les conclusions du rapport d'enquête effectué par le Commissariat à la protection de la vie privée du Canada[3] concernant son enrichissement personnel par l'entremise du logiciel espion Wajam reliant des publicités intempestives à des millions d'utilisateurs. Monsieur Archambault aurait annoncé le 12 septembre 2018 au producteur de l'émission qu'il se retirait de toute apparition dans la prochaine saison.
- Gilbert Rozon : alors visé par des allégations de viol par une dizaine de femmes québécoises et françaises, il est remplacé par Dominique Brown[4] le 20 octobre 2017[5],[6].

| Dragons | Saison 1         | Saison 2            | Saison 3            | Saison 4               | Saison 5               | Saison 6               | Saison 7               | Saison 9           | Saison 10          | Saison 11          | Saison 12          |
| ------- | ---------------- | ------------------- | ------------------- | ---------------------- | ---------------------- | ---------------------- | ---------------------- | ------------------ | ------------------ | ------------------ | ------------------ |
| 1       | Danièle Henkel   | Danièle Henkel      | Danièle Henkel      | Danièle Henkel         | Danièle Henkel         | Christiane Germain     | Christiane Germain     | Dragon invité      | Christiane Germain | Christiane Germain | Christiane Germain |
| 2       | Normand Legault  | Alexandre Taillefer | Alexandre Taillefer | Alexandre Taillefer    | Gilbert Rozon          | Gilbert Rozon          | Dragon invité          | Isabèle Chevalier  | Isabèle Chevalier  | Isabèle Chevalier  | Isabèle Chevalier  |
| 3       | Dany Vachon      | Serge Beauchemin    | Serge Beauchemin    | Serge Beauchemin       | Serge Beauchemin       | Serge Beauchemin       | Dominique Brown        | Nicolas Duvernois  | Nicolas Duvernois  | Nicolas Duvernois  | Nicolas Duvernois  |
| 4       | Gaétan Frigon    | Gaétan Frigon       | Gaétan Frigon       | Martin-Luc Archambault | Martin-Luc Archambault | Martin-Luc Archambault | Martin-Luc Archambault | Marie-Josée Richer | Marie-Josée Richer | Marie-Josée Richer | David Côté         |
| 5       | François Lambert | François Lambert    | François Lambert    | Mitch Garber           | Mitch Garber           | Caroline Néron         | Caroline Néron         | Georges Karam      | Georges Karam      | Georges Karam      | Georges Karam      |

Au fil des saisons, plusieurs de ces personnalités sont revenues devant les caméras en tant que dragons invités. Plusieurs autres entrepreneurs les ont rejoints, à raison d'un invité par épisode, comme Eve-Lyne Biron, Étienne Borgeat, Chantal Lévesque, Ethan Song, Fabienne Colas, Danielle Danault et Richard Voyer.

## Liste des saisons
| Saison | Nombre d'épisodes | Date de début | Date de fin  | Dragons |
| ------ | ----------------- | ------------- | ------------ | --- |
| 1      | 8                 | 16 avril 2012 | 4 juin 2012  | Normand Legault, Dany Vachon, Danièle Henkel, Gaétan Frigon et François Lambert. |
| 2      | 10                | 8 avril 2013  | 10 juin 2013 | Gaétan Frigon, Alexandre Taillefer, Danièle Henkel, Serge Beauchemin et François Lambert. - - Poubelle Magique** est une invention de **Pascal Norris-Rabouin** et **Jonathan Lavery**, qui ont présenté leur produit lors de la saison 2 de l'émission "Dans l'œil du dragon" en 2013. Il s'agit d'un support innovant pour sac poubelle, conçu pour offrir une solution pratique et durable pour maintenir les sacs en place. 1. 1. 1. Fonctionnalités du produit : - **Support pour sac poubelle** : Le Poubelle Magique est conçu pour maintenir les sacs poubelle bien ouverts et en place, évitant les désagréments courants comme les sacs qui tombent ou se déchirent. - **Garantie à vie** : Un des points forts de ce produit est sa durabilité, soutenue par une garantie à vie, ce qui en fait un investissement intéressant pour les consommateurs soucieux de la qualité. - **Utilisation simple** : Le design du support permet une installation facile du sac, tout en assurant qu'il reste bien en place sans effort supplémentaire. 1. 1. 1. Présentation à "Dans l'œil du dragon" : Lors de leur passage à l'émission, Pascal et Jonathan ont réussi à convaincre **Alexandre Taillefer**, un des dragons, d'investir **27 000 $** dans leur projet. Cet investissement visait à les aider à développer davantage leur produit et à le commercialiser à plus grande échelle. 1. 1. 1. Potentiel du produit : - **Écologique** : En maintenant les sacs en place et en réduisant les risques de déchirure, le Poubelle Magique aide à minimiser le gaspillage de sacs poubelle. - **Marché large** : Ce produit s'adresse aussi bien aux ménages qu'aux entreprises, aux écoles, ou à tout autre établissement ayant besoin de gérer efficacement les déchets. 1. 1. 1. Développements ultérieurs : Après l'émission, le produit a été promu et vendu via leur site internet **poubellemagique.com**, où les utilisateurs peuvent se procurer ce support innovant. En somme, la Poubelle Magique est un exemple de petite invention qui répond à un besoin quotidien de manière simple mais efficace, avec un potentiel pour s'intégrer dans de nombreux foyers et institutions. |
| 3      | 11                | 21 avril 2014 | 30 juin 2014 | Gaétan Frigon, Alexandre Taillefer, Danièle Henkel, Serge Beauchemin et François Lambert. |
| 4      | 11                | 6 avril 2015  | 15 juin 2015 | Alexandre Taillefer, Serge Beauchemin, Martin-Luc Archambault, Danièle Henkel et Mitch Garber. |
| 5      | 11                | 4 avril 2016  | 13 juin 2016 | Gilbert Rozon, Serge Beauchemin, Danièle Henkel, Martin-Luc Archambault et Mitch Garber. |
| 6      | 13                | 3 avril 2017  | 26 juin 2017 | Caroline Néron, Serge Beauchemin, Martin-Luc Archambault, Christiane Germain et Gilbert Rozon. |
| 7      | à suivre          | 16 avril 2018 | à suivre     | Caroline Néron, Christiane Germain, Dominique Brown et un dragon invité à chaque épisode. |
| 8      |                   |               |              | |
| 9      | 10                | 8 avril 2020  | 10 juin 2020 | Georges Karam, Isabèle Chevalier, Nicolas Duvernois, Marie-Josée Richer et un dragon invité à chaque épisode. |
| 10     |                   |               |              | |

## Liste des candidats

### Saison 1
Épisode #1:
| Nom                       | Description                                                                           | Offre conclue                         |
| ------------------------- | ------------------------------------------------------------------------------------- | ------------------------------------- |
| Joselito Donato Milord    | Prototype d'appareil d'exercice quatre en un                                          | Indéterminé                           |
| Vêtements KSL             | Collection de vêtements sports-chic multi usage                                       | Indéterminé                           |
| Cartouches certifiées     | Vente de cartouches d'encre recyclées et la récupération des cartouches d'encre vides | Aucun dragon n'a fait d'offre.        |
| Coliseum Concept          | Projet récréotouristique médiéval fantastique                                         | Indéterminé                           |
| Birtee golf               | Té de golf facile à utiliser                                                          | Indéterminé                           |
| Les productions FoliFola  | Souhaits chantés personnalisés                                                        | Indéterminé                           |
| L'somone transport urbain | Nouveau mode de transport électrique et écologique                                    | Cherche toujours des fonds monétaires |

Épisode #2:
| Nom                 | Description                                                                           | Offre conclue                                                            |
| ------------------- | ------------------------------------------------------------------------------------- | ------------------------------------------------------------------------ |
| Bienfaits noisetier | Vente des bienfaits noisetier antiacide                                               | Danièle Henkel a fait une offre initiale, mais s’est finalement retirée. |
| Coussin confort     | Produit multiusage                                                                    | Indéterminé                                                              |
| Arbre à bijoux      | Vente de cartouches d'encre recyclées et la récupération des cartouches d'encre vides | Indéterminé                                                              |
| Sip Clips           | Produit pour se protéger les lèvres lors de la consommation de boissons en canette    | Indéterminé                                                              |
| La Mouchetée        | Élevage de truite                                                                     | Indéterminé                                                              |

Épisode #3:
| Nom                         | Description                                                      | Offre conclue         |
| --------------------------- | ---------------------------------------------------------------- | --------------------- |
| Eagleview                   | Produit indiquant le volume de carburant des avions              | Indéterminé           |
| Change Me Up                | Table à langer pour les espaces restreints                       | Indéterminé           |
| Big Boy cage mobile         | Cages de transport pour les chiens                               | Indéterminé           |
| Canada Hockey Table         | Jeux de hockey sur table haut de gamme                           | Indéterminé           |
| Maillots de bain GoldenFish | Maillots de bain exotiques haut de gamme à prix abordable        | Deal avec Dany Vachon |
| Deknik                      | Cartes spéciales pour faire des châteaux                         | Indéterminé           |
| Hockey Stars Entraînement   | Système d'entraînement de hockey                                 | Indéterminé           |
| Smalldog                    | Produit facilitant le rangement de boyaux d'aspirateurs centraux | Indéterminé           |

Épisode #4:
| Nom                         | Description                                                              | Offre conclue                        | Notes                                                                                                  |
| --------------------------- | ------------------------------------------------------------------------ | ------------------------------------ | --- |
| C Traiteur                  | Délices pour agrémenter les assiettes                                    | Indéterminé                          | |
| Astropet                    | Site web consacré à l'astrologie comportementale pour chiens et chats    | Indéterminé                          | |
| Evo                         | Importation de cigarettes électroniques                                  | Indéterminé                          | |
| Confitent                   | Sous-vêtements tendance pour personnes souffrant d'incontinence urinaire | plus de 30 000 $ avec Danièle Henkel | L'entreprise s'appelle maintenant "Les sous-vêtements DRC"; la société a déclaré faillite en juin 2024 |
| Danastem Sports             | Casque de ski                                                            | Indéterminé                          | |
| La Bavette Miracle          | Bavette pour enfant qui ramasse tout ce qui tombe                        | Indéterminé                          | |
| Hôtel flottant de Sept-Îles | Logement dans un navire de 550 cabines                                   | Indéterminé                          | |

Épisode #5:
| Nom                 | Description                                                                               | Offre conclue |
| ------------------- | ----------------------------------------------------------------------------------------- | ------------- |
| Walk N Roll         | Marchette orthopédique pour blessure au pied                                              | Indéterminé   |
| Vogue Vodka         | Commercialisation d'une vodka produite par une distillerie étrangère                      | Indéterminé   |
| Univers en vacances | Service de divertissement pour les vacanciers des stations balnéaires                     | Indéterminé   |
| Mastergate Plus     | Portails automatisés modulaires transportables de prestige                                | Indéterminé   |
| Adaptateur Multi    | Adaptateur pour pelle à neige pour la transformer en brouette ou en remorque à vélo       | Indéterminé   |
| Soupçon Cochon      | Restaurant et traiteur (soupes chaudes et froides, salades et de sandwiches de luxe)      | Indéterminé   |
| Tuque-mitaines      | Accessoires d'hiver : tuque qui se transforme en mitaines, en cache-cou et en chaussettes | Indéterminé   |

Épisode #6:
| Nom                       | Description                                                                      | Offre conclue                                                              |
| ------------------------- | -------------------------------------------------------------------------------- | -------------------------------------------------------------------------- |
| Service Liberto           | Produit permettant aux personnes handicapées de boire de l'eau de façon autonome | Indéterminé                                                                |
| Sailer Made               | Vêtements destinés aux personnes avec tatouages                                  | Indéterminé                                                                |
| Tando                     | Bouteilles d'eau pour événements                                                 | Offre de Daniele Henkel et Gaetan Frigon : 50 000 pour 33% de l’entreprise |
| Stop Dry Fire             | Système de prévention de tir à vide pour certaines arbalètes                     | Indéterminé                                                                |
| Fendeuse à bois portative | fendeuse à bois portative ergonomique.                                           | Indéterminé                                                                |
| Système Wall Out          | Système de rangement                                                             | Le candidat a refusé les offres de Danielle Henkel et de Gaétan Frigon     |
| Frygycube                 | Fourgons de transport réfrigérés                                                 | Offre de François Lambert et Normand Legault : 500 000 $ pour 30%          |
| Chocadel                  | Tablettes de chocolat cru biologiques et équitables                              | Indéterminé                                                                |

Épisode #7:
| Nom                            | Description                                                       | Offre conclue |
| ------------------------------ | ----------------------------------------------------------------- | ------------- |
| Éclairage VR                   | Ampoules DEL pour les véhicules récréatifs                        | Indéterminé   |
| Jeu de poches, thème de golf   | Jeu de poches                                                     | Indéterminé   |
| Firemask                       | Masques antifumées                                                | Indéterminé   |
| Solution murale Proslat        | Rangement mural pour garage et garde-robe                         | Indéterminé   |
| Didacti                        | Plateforme web pour le partage de matériel éducatif               | Indéterminé   |
| Les aliments Kwanga excellence | Pains, gâteaux et farine panifiable à base de tubercule de manioc | Indéterminé   |
| Bioéternel                     | Biocosmétiques naturels et biologiques                            | Indéterminé   |

Épisode #8: 4 juin 2012
| Nom                     | Description                                                                      | Offre conclue                                   |
| ----------------------- | -------------------------------------------------------------------------------- | ----------------------------------------------- |
| Cordo-Clip              | Corde à linge automatique                                                        | Indéterminé                                     |
| Revolubox               | Litière d'entraînement pour petits chiens                                        | Indéterminé                                     |
| Bio-Citrus Technologies | Produit naturel contre les punaises de lit et les acariens                       | Indéterminé                                     |
| Casse-Cité              | Service permettant aux gens d’évacuer leur stress avec une séance de destruction | Indéterminé                                     |
| Trafic                  | Valise munie d’une trottinette rétractable                                       | Indéterminé                                     |
| Invengys Sécuri-Marche  | Tapis chauffants pour les marches d'escalier extérieur et entrées                | Avec Dany Vachon : 150 000 $ pour 51% des parts |
| Quick On                | Outil pour aider à accrocher seul une remorque à un véhicule                     | Indéterminé                                     |

### Saison 2
Épisode #1 (8 avril 2013):
| Nom                       | Description                                                                   | Offre conclue                |
| ------------------------- | ----------------------------------------------------------------------------- | ---------------------------- |
| La cuisine de Bouddha     | Plats surgelés thaïs et dans la cuisine de l’Asie du Sud-Est                  | Aucune                       |
| Valet Québec              | Service de voiturier pour les événements corporatifs, culturels et récréatifs | Aucune                       |
| Concept Fruits et Légumes | Vente de produits du Québec à l’extérieur des supermarchés                    | 2 000 $ avec chaque dragon   |
| Mann Soins masculins      | Salon offrant divers soins esthétiques pour hommes                            | 90 000 $ avec Danièle Henkel |
| Publimaison.ca            | Site Internet gratuit pour la vente et l’achat de propriétés                  | Refus de 200 000 $ pour 20 % |

Épisode #2 (15 avril 2013):
| Nom                  | Description                                                        | Offre conclue                                                |
| -------------------- | ------------------------------------------------------------------ | ------------------------------------------------------------ |
| Sitter Québec        | Réseau en ligne pour la recherche d’une gardienne                  | Aucune                                                       |
| Bid’eau Matic        | Toilette avec bidet intégré                                        | 25 000 $ chacun avec Danièle Henkel et Alexandre Taillefer   |
| Hola Clara           | Jeu de cartes pour apprendre l'espagnol                            | Refus de 50 000 $ pour 70 %                                  |
| Zone Confort         | Système permettant de chauffer une section de la piscine seulement | Aucune                                                       |
| Caddy Plus           | Accessoire de golf multifonctionnel                                | Aucune                                                       |
| Fablus (Phil&Sophie) | Maison de création et d’édition pour la jeunesse                   | 50 000 $ chacun avec François Lambert et Alexandre Taillefer |

Épisode #3 (22 avril 2013):
| Nom                  | Description                                                                           | Offre conclue                  |
| -------------------- | ------------------------------------------------------------------------------------- | ------------------------------ |
| Un style de vie      | Boutique de sous-vêtements et de maillots de bain pour hommes avec vitrine vivante    | Aucune                         |
| Miniphone.ca         | Service de téléphonie par Internet                                                    | Aucune                         |
| La classe magique    | École de magie en ligne                                                               | Aucune                         |
| Kouak                | Produits pour la sécurité des enfants                                                 | 30 000 $ avec Serge Beauchemin |
| La Petite Jersiaise  | Production et transplantation d’embryons de vaches miniatures de race Jersey pur sang | Aucune                         |
| InnoTechnix          | Bras robotisé pour l’apprentissage de la robotique                                    | Aucune                         |
| Poubelle magique Inc | 27 000 $ avec Alexandre Taillefer                                                     |                                |

poubellemagique.com Pascal Norris-Rabouin   Jonathan Lavery 
Épisode #4 (29 avril 2013):
| Nom                    | Description                             | Offre conclue                    |
| ---------------------- | --------------------------------------- | -------------------------------- |
| Cubique.ca             | Gamme de meubles écologiques en bois    | Aucune                           |
| Bridge4events          | Moteur de recherche d'événements        | 100 000 $ avec Serge Beauchemin  |
| Coffrets Prestige      | Coffrets-cadeaux                        | Aucune                           |
| Fleursannuelles.com    | Jardinerie virtuelle                    | 20 000 $ avec Gaétan Frigon      |
| Poule de Luxe          | Épicerie fine et accessoires de cuisine | Aucune                           |
| Cadeaux Kristins Gifts | Articles divers                         | 24 000 $ avec chacun des dragons |

Épisode #5 (6 mai 2013):
| Nom                       | Description                                                                                | Offre conclue                                                             |
| ------------------------- | ------------------------------------------------------------------------------------------ | ------------------------------------------------------------------------- |
| Logiciel Auto-Caisse Inc. | Logiciel pour caisse enregistreuse                                                         | Refus de 80 000 $ pour 50 %                                               |
| CO2Zero SWEGO             | Véhicule à pédale qui allie la puissance physique à une assistance électrique intelligente | Aucune                                                                    |
| Kak’wa Restaurant         | Restaurant et école de cuisine gastronomique des Premières Nations d’Amérique du Nord      | Refus de 50 000 $ pour 45 %                                               |
| Solu-Odeur Extra Sport    | Produit biologique qui élimine les odeurs des équipements sportifs                         | 90 000 $ chacun avec François Lambert et Serge Beauchemin                 |
| Créations Bernadette      | Chevaux en fibre de verre                                                                  | Aucune                                                                    |
| Mi-Ni-Wa-Gon              | Chariot pour les promenades avec des bambins                                               | Aucune                                                                    |
| Planète Poutine et cie    | Chaîne de restauration spécialisée dans les poutines de luxe                               | 26 666 $ chacun avec Danièle Henkel, Alexandre Taillefer et Gaétan Frigon |

Épisode #6 (13 mai 2013):
| Nom                        | Description                                                                          | Offre conclue                                             |
| -------------------------- | ------------------------------------------------------------------------------------ | --------------------------------------------------------- |
| Lesventes.ca               | Site web pour de l'information sur les soldes de certains magasins                   | 25 000 $ chacun avec Alexandre Taillefer et Gaétan Frigon |
| Publications Jr.           | Maison d’édition spécialisée dans les revues multimédias                             | Aucune                                                    |
| Dizifilms inc.             | Agence professionnelle de pilotes de petits aéronefs pour captation d'images         | 85 000 $ chacun avec Serge Beauchemin et Gaétan Frigon    |
| LTS Marine                 | Manufacturier d'un moteur électrique pour bateaux                                    | Aucune                                                    |
| EDO Traveler Suites        | Concept de cabine multifonction (repos, hygiène, divertissement…) dans les aéroports | Aucune                                                    |
| Savonnerie La Prétentieuse | Boutique de produits corporels et capillaires                                        | Refus de 35 000 $ pour 50 %                               |

Épisode #7 (20 mai 2013):
| Nom                | Description                                                                       | Offre conclue                                          |
| ------------------ | --------------------------------------------------------------------------------- | ------------------------------------------------------ |
| DrPatch.ca         | Caches œil médicaux pour traiter l'amblyopie, tout en favorisant l'estime de soi. | 75 000 $ avec Danièle Henkel                           |
| Sam Aircraft       | Avions ultra léger au look rétro                                                  | Aucune                                                 |
| Tvhotdog.com       | Appareil en acier qui produit 6 hot-dog en 6 minutes                              | Aucune                                                 |
| Beegap             | Logiciel qui permet d'acquérir du matériel promotionnel                           | 50 000 $ avec Danièle Henkel                           |
| Univers interactif | Logiciel interactif de coaching en leadership pour des gestionnaires              | Aucune                                                 |
| Groupe Ricochet    | Kiosque de machines à bonbon                                                      | 250 000 $ avec Alexandre Taillefer et François Lambert |

Épisode #8 (27 mai 2013):
| Nom                 | Description                                                        | Offre conclue                                                            |
| ------------------- | ------------------------------------------------------------------ | ------------------------------------------------------------------------ |
| Cercueils bambou    | Cercueils et urnes écologiques en bambou                           | Aucune                                                                   |
| Créations Les Gumes | Gamme de desserts à base de légumes                                | Aucune                                                                   |
| Interforces.com     | Programme de formation en ressources humaines pour des entreprises | 100 000 $ avec Alexandre Taillefer, François Lambert et Serge Beauchemin |
| Ordivert.ca         | Recyclage et reconditionnement d'appareils électroniques usagers   | 100 000 $ avec Alexandre Taillefer, François Lambert et Gaétan Frigon    |
| Moralex             | Traitement sans médication pour contrer la dépression              | 15 000 $ avec Serge Beauchemin                                           |

Épisode #9 (3 juin 2013):
| Nom                   | Description                                                                       | Offre conclue                                                                          |
| --------------------- | --------------------------------------------------------------------------------- | -------------------------------------------------------------------------------------- |
| Horizon BioPharma     | Entreprise de conception de cosmétiques naturels                                  | Aucune                                                                                 |
| Profitapom            | Collations santé aux pommes                                                       | 50 000 $ avec Gaétan Frigon et Serge Beauchemin                                        |
| En attendant mon bébé | Calendrier de grossesse                                                           | 50 000 $ avec Gaétan Frigon, Serge Beauchemin, Alexandre Taillefer et François Lambert |
| Garage-Mobile         | Compagnie pour changer les pneus à domicile pour les entreprises et les individus | Aucune                                                                                 |
| Covoiturage Alpin     | Service de covoiturage pour les sports et le plein-air                            | Aucune                                                                                 |
| Gamine & cie          | Fabrication de poupées de chiffon                                                 | 40 000 $ avec Danièle Henkel et Serge Beauchemin                                       |

Épisode #10 (10 juin 2013):
| Nom                     | Description                                                                                       | Offre conclue                                                                                           |
| ----------------------- | ------------------------------------------------------------------------------------------------- | --- |
| Pissenlit et coccinelle | Produits naturels hypoallergiques pour parents et enfants                                         | 30 000 $ avec Serge Beauchemin                                                                          |
| Champignons Charlevoix  | Entreprise de culture de pleurotes                                                                | Refus de 30 000 $ pour 30 %                                                                             |
| Ecorécréo               | Entreprise de location de produits récréatifs d'extérieur.                                        | 100 000 $ avec François Lambert et Gaétan Frigon                                                        |
| Police du net           | Agence de protection contre le piratage numérique pour les films, jeux vidéo, logiciels, musiques | Aucune                                                                                                  |
| Solution Thermos        | Remplacement de fenêtres embuées                                                                  | 100 000 $ avec Gaétan Frigon, François Lambert, Serge Beauchemin, Alexandre Taillefer et Danièle Henkel |

### Saison 3
Épisode #1 (21 avril 2014):
| Nom                    | Description                                                                                                  | Offre conclue |
| ---------------------- | --- | ------------- |
| Comfy solution         | Tapis et lits orthopédiques pour chiens                                                                      | Indéterminé   |
| Lave-phare Washer 2010 | Outil de nettoyage pour les phares                                                                           | Indéterminé   |
| Choco-là               | Chocolaterie qui offre des divers desserts                                                                   | Indéterminé   |
| Dualo                  | Entreprise spécialisée dans la création, l’édition et la distribution de jeux de société fabriqués au Québec | Indéterminé   |
| Darcom Innovations     | Transformation de conteneurs maritimes recyclés ou neufs pour en faire des espaces personnalisés             | Indéterminé   |

Épisode #2 (28 avril 2014):
| Nom                  | Description                                                                              | Offre conclue |
| -------------------- | ---------------------------------------------------------------------------------------- | ------------- |
| Breaker Helper       | Support à marteau-piqueur qui augmente la sécurité et la productivité de l’utilisateur   | Aucune        |
| Kobydoo              | Réseau social destiné aux jeunes familles                                                | Indéterminé   |
| Spygadgetonline.ca   | Boutique en ligne spécialisée dans la vente d’équipements de surveillance et de sécurité | Indéterminé   |
| Naitup               | Système d'installation de tentes sur le toit d'une voiture                               | Indéterminé   |
| Brasseur de Montréal | Microbrasserie industrielle et bistrot-brasserie                                         | Indéterminé   |

Épisode #3 (5 mai 2014):
| Nom                   | Description                                                              | Offre conclue                          |
| --------------------- | ------------------------------------------------------------------------ | -------------------------------------- |
| Chez Crinoline Farine | Micro-usine et une boutique de petits gâteaux et autres desserts         | Indéterminé                            |
| Mini Kiwi             | Gamme de produits écolos pour mamans et bébés, dont des couches lavables | 40 000$ pour 20% avec Serge Beauchemin |
| 2Beid                 | Système d'identification par code QR                                     | Aucune                                 |
| Quidchrono            | Chronométrage sportif électronique de compétitions sportives             | Indéterminé                            |
| Hestia Thé/Tea        | Entreprise de boissons à base de thé                                     | Indéterminé                            |

### Saison 5
Episode #1 (4 avril 2016)
| Nom         | Description                                      | Offre conclue |
| ----------- | ------------------------------------------------ | ------------- |
| Baltic Club | Designers d'objets de décoration et de papeterie | Aucune        |

### Saison 6
Episode #9 (29 mai 2017)
| Nom         | Description                      | Offre conclue |
| ----------- | -------------------------------- | ------------- |
| MovingWaldo | Application pour le déménagement | Aucune        |

### Saison 9
Episode #
| Nom         | Description                                | Offre conclue |
| ----------- | ------------------------------------------ | ------------- |
| L'Gros Luxe | Chaîne de restaurants de Alexandre Bastide | Aucune        |

### Saison 10
onze épisode du 5 avril 2021 au 14 juin 2021

### Saison 11
en cours, premier épisode 20 avril 2022